# Rafael Coloma
Rafael Coloma (¿Principado de Cataluña?, fl. siglo XVI) fue un compositor y maestro de capilla español.

## Vida
Son muy escasas las informaciones que se tienen sobre el origen de Coloma.
El 14 de agosto de 1586 sustituyó al maestro Joan Brudieu en el magisterio de la capilla de música de la Catedral de Seo de Urgel, maestro que se había jubilado el 6 de mayo anterior. El cargo lo consiguió en competición con Pere Peruga, que en ese momento era maestro de capilla de la basílica de Santa María del Mar en Barcelona y posteriormente ocuparía el magisterio de la Catedral de Tarragona brevemente en 1587. Al no poder ir Peruga, el cargo fue entregado a Coloma.
Durante esta primera estancia de Coloma en la Seo de Urgel, Brudieu permaneció en la sede urgelense y mantuvo su actividad compositiva, y cuando Coloma partió el 21 de enero de 1587 para ocupar el magisterio tarraconense, Burdieu volvió a desempeñar su anterior cargo.
Coloma tomó posesión del cargo de maestro de capilla de la Catedral de Tarragona el 4 de febrero de 1589, debido a algunos problemas que hubo con el arzobispo, Juan Terés y Borrull, para su nombramiento. Durante su magisterio la capilla musical de Tarragona contaba con algunos músicos de prestigio, como el organista Hernando de Lindrén y el bajonista Agustí Serra, que además doblaba como cantor de bajo. Fue muy activo en el mantenimiento de los músicos de la capilla y bajo su iniciativa se construyó una tribuna para los cantores que mejoraba la sonoridad del canto y que se ha mantenido hasta nuestros días. Tenía encomendados a los escolanes o infantes, de los que se encargaba de la educación y manutención. Debido a la frecuencia del cambio de voz entre los infantes, Coloma tenía preferencia por los homines castrati o capons, que contrató en 1589 y en 1591.
Tras el fallecimiento de Joan Burdieu entre abril y mayo de 1591, Coloma de nuevo tomó posesión del magisterio de la Seo de Urgel el 15 de julio de ese año, aunque no informó de su partida en Tarragona hasta el 9 de agosto de 1591, quizás tratando de que el capítulo tarraconense mejorara sus condiciones económicas. Permaneció en la Seo de Urgel hasta 1594, posiblemente hasta finales de año, cuando aparece Pere Porqueras como maestro interino.
En Tarragona, tras la partida de Coloma, el succentor Bernat Aymerich ocupó el magisterio de forma interina, hasta que en mayo de 1592 Baltasar de Ulloa pasó a ocupar el cargo de forma oficial. Un año más tarde sería nombrado maestro de capilla Juan Pablo Pujol, que en 1595 partió hacia Zaragoza para ocupar el cargo en la basílica de El Pilar. Tras la partida de Pujol, Coloma fue nombrado de nuevo al magisterio y llegó a la ciudad el 6 de enero de 1595, parece ser que procedente de la Catedral de Solsona, donde ya había obtenido la canonjía. Fue nombrado para el cargo el 6 de marzo de 1595.
Esta segunda vez, Coloma obtuvo la dignidad de canónigo dentro del cabildo, lo que le daba un cierto estatus. Ahora, como muestra de respeto, se le asignó casa propia que estaba ocupada por otro inquilino. La canonjía también le permitía defenderse de las habituales humillaciones que tenían que soportar los músicos. Así, a los pocos días se enfrentó al mercedario fray Francisco Serafín, hijo del poeta Pedro Serafín, y en otra ocasión hubo un enfrentamiento con el canónigo Gili. Los enfrentamientos llegaron incluso a un enfrentamiento el 10 de julio de 1597 con el Archidiácono Mayor, que pretendía hacerle asistir a maitines, en contra del contrato que se había firmado.
Durante esta segunda etapa realizó un trabajo similar a la primera estancia en la metropolitana de Tarragona. La búsqueda de infantes para sustituir a los que iban creciendo, la contratación de nuevos músicos y cantores. Por ejemplo, en 1596 examinó y contrató a diversos cantores aragoneses: Domingo de las Fosas, tiple capón de Calatayud; Domingo Blasco, bajo de Zaragoza; a Gil de Jarnoz, contralto de Calatayud. Entre los organistas que tocaron durante estos años está el mentado Francisco Serafín, desde 1593, de carácter difícil que en 1597 fue llamado a Barcelona tras un fuerte enfrentamiento con el succentor Aymerich. Tras unas oposiciones calificadas por Coloma, no hubo éxito, ya que el ganador, el organista de Tortosa, decidió quedarse después de que le aumentasen el salario. Finalmente, tras varios viajes de Coloma en busca de un organista, llegó Diego Gascón, con una carta de presentación del maestro de capilla y el organista de El Pilar de Zaragoza. Pero Gascón partió a Zaragoza con permiso y ya no regresó. Le sucedó Joan Martí, que ocuparía el cargo hasta 1599, cuando lo sucedió Jeroni Pelegrí.
Rafael Coloma abandona la Catedral de Tarragona el 6 de marzo de 1600, el mismo día que el organista Jeroní Pelegri. Coloma tuvo que desplazarse a Solsona por causa de su canonicato, donde se asentó definitivamente.

## Obra
Rafael Coloma pertenece a la escuela catalana de polifonía, una de las tres grandes escuelas de polifonía españolas, junto a la castellana y la andaluza, además de las dos menores de Aragón y Valencia. La escuela catalana era heredera del prestigio de la provincia tarraconense medieval, los monasterios de Ripoll y Montserrat y la capilla real aragonesa en Barcelona. Entre los miembros de esta escuela se encuentran, además de Coloma, Antonio Marlet, Mateo Flecha, ‹el viejo›, Mateo Flecha, ‹el joven›, Pedro Alberch Vila, Miguel Pedro Andreu, Joan Brudieu, Pedro Riquet, Juan Pujol, Antonio Reig y Juan Verdalet.
Coloma era un compositor de gran cultura que conocía la música que se realizaba en otras sedes y de un talante innovador que a veces llegó a enfrentarse a las ideas más conservadoras del cabildo tarraconense, que llegó a prohibirle la búsqueda de nuevos elementos para la capilla de música. .
Es autor de motetes polifónicos a cuatro voces: Surrexit Pastor Bonus y Dum sacrum convivium.